# Mariya Ise
Mariya Ise (伊瀬 茉莉也, Ise Mariya), née le 25 septembre 1988 dans la préfecture de Kanagawa, est une seiyū japonaise.

## Biographie
Mariya commence sa carrière de seiyū en 2004 avec Aishiteruze Baby.
Elle se marie en janvier 2015 et donne naissance à un enfant en septembre de la même année. Elle divorce en août 2022.

## Rôles

### Animation
- 2004 : Aishiteruze Baby : Ayumi's friend, épisode 22
- 2005 : Onegai My Melody : Yuka Kano
- 2005 : Chocola et Vanilla : Nanako Walsh
- 2005 : Mushishi : Renzu Ioroi, épisode 1
- 2006 : Air Gear : Ringo Noyamano
- 2006 : Onegai My Melody ~Kuru Kuru Shuffle~ Yuka Kano
- 2006 : School Rumble Second Term : Satsuki Tawaraya
- 2006 : Lupin III: Seven Days Rhapsody : Michelle
- 2006 : Pretty Cure Splash Star : Mari Yamaguchi
- 2007 : Eyeshield 21 : Riku
- 2007 : Yes! Pretty Cure 5 : Urara Kasugano/Cure Lemonade
- 2007 : Onegai My Melody Sukkiri♪ (Yuka Kano
- 2007 : Tōka Gettan : Tōka Kamiazuma
- 2008 : Yes! Pretty Cure 5 GoGo! : Urara Kasugano/Cure Lemonade
- 2008 : Gunslinger Girl -il Teatrino- : Beatrice
- 2008 : La Fille des enfers : Sora Egami
- 2008 : Detroit Metal City : OVA Crowther
- 2008 : Porphy no Nagai Tabi : Alicia
- 2008 : Magician's Academy : Tanarotte
- 2008 : Penguin Musume Heart : Kujira Eturofu
- 2009 : Chrome Shelled Regios : Barmelin Swattis Nolne
- 2009 : GA Geijutsuka Art Design Class : Yoshikawa
- 2009 : Fairy Tail : Levy Macgarden, Roméo Combolto
- 2009 : Jewelpet : Ririka Himeno
- 2009 : Sora no Manimani : Sakurakawa
- 2009 : NEEDLESS : Aruka
- 2009 : Hatsukoi Limited : Ayumi Arihara
- 2010 : Ōkami Kakushi : Nemuru Kushinada
- 2010 : Maid Sama! : Erika
- 2010 : Durarara!! : Mika Harima
- 2010 : Hanamaru Kindergarten : Hinagiku
- 2010 : Ladies versus Butlers! : Kaede Tenjōji
- 2010 : Model Suit Gunpla Builders Beginning G : Rina Noyama
- 2010 : Panty and Stocking with Garterbelt : Stocking
- 2011 : Stardust wink : Anna Koshiro
- 2011 : Hunter × Hunter : Kirua Zoldik
- 2013 : Aku no Hana : Nakamura Sawa
- 2014 : Seven Deadly Sins : Guila
- 2017 : Kakegurui : Midari Ikishima
- 2017 : Made in Abyss : Regu
- 2017 : L'Ère des Cristaux : Antarcticite
- 2018 : Angels of Death : Catherine Ward
- 2018 : Kakegurui ×× : Midari Ikishima
- 2019 : Sarazanmai : : Otone Jinnai
- 2019 : One Piece : : Kikunojo
- 2019 : The Promised Neverland : Ray
- 2021 : The Promised Neverland (saison 2) : Ray
- 2021 : JoJo's Bizarre Adventure: Stone Ocean : Foo Fighters
- 2022 : Akebi's Sailor Uniform : Ai Tatsumori
- 2022 : Mahjong Soul : Kaguya-hime
- 2022 : Ikki Tousen : Tamonmaru Kusunoki
- 2022 : Made in Abyss (saison 2) : Reg
- 2022 : Chainsaw Man : Himeno
- 2022 : Chikyuugai Shounen Shoujo : Nasa Houston
- 2023 : Kubo Won't Let Me Be Invisible : Seita Shiraishi
- 2023 : Jujutsu Kaisen  : Gojo Satoru (petit)
- 2023 : Majutsushi Orphen : Shiina
- 2023 : Undead Unluck : Juiz
- 2023 : Goblin Slayer (saison 2) : Garçon sorcier
- 2023 : Beyblade X : Shiguru Nanairo
- 2023 : Dead Mount Death Play : Urdwigia
- 2024 : Metallic Rouge : Opera
- 2024 : Frieren : Serie
- 2024 : Mission: Yozakura Family : Ayaka Kirisaki
- 2024 : Spirale : Azami Kurotani
- 2025 : Mobile Suit Gundam GQuuuuuuX : Annqi
- 2025 : Ishura 2 : Kūro
- 2025 : Uma Musume Pretty Derby : Fujimasa March
- 2025 : Panty and Stocking with Garterbelt : Stocking

### Jeux
- Final Fantasy XIV : A Realm Reborn (Nanamo Ul Namo)
- Million Arthur : Guenièvre
- Mahjong Soul : Kaguyahime
- Danganronpa Another Episode: Ultra Despair Girls : Nagisa Shingetsu
- Fate/Grand Order : Consort Yu
- Wuthering Waves : Camellya

### Oav
L'attaque des titans OAV 4 (Isabel Magnola)